# Przedludzie
Przedludzie albo Przedosoby (tyt. oryg. The Pre-persons) –  opowiadanie Philipa K. Dicka opublikowane po raz pierwszy w czasopiśmie „Fantasy and Science Fiction” w październiku 1974 roku. W Polsce opowiadanie ukazało się m.in. w zbiorze Ostatni pan i władca w tłumaczeniu Lecha Jęczmyka.
Opowiadanie było antyaborcyjną odpowiedzią na wyrok Sądu Najwyższego Stanów Zjednoczonych w sprawie Roe v. Wade. Dick opisuje wizję przyszłości, w której Kongres Stanów Zjednoczonych dopuszcza legalność aborcji, dopóki człowiek nie ma jeszcze duszy. Czas wejścia duszy w ciało zostaje określony jako czas opanowania prostej algebry, a wiek, w którym dziecko opanowuje odpowiednie umiejętności matematyczne, zostaje z kolei arbitralnie ustalony na 12. rok życia. Dzieci, których życia prawo jeszcze nie chroni, nazywane są przedludźmi. Przedczłowiek to istota ludzka, która z powodu młodego wieku nie posiada jeszcze pełni praw, w szczególności prawa do życia. Bliżej jej do przedmiotu niż do osoby. W opowiadaniu są wspomniane czasy, gdy wiek ten był niższy, jak i groźba ponownego podniesienia poprzeczki wieku dla „przedludzkości”. Na wniosek rodziców nieadoptowane w ciągu 30 dni są uśmiercane w specjalnych ośrodkach. Wywożone są do nich budzącymi grozę wśród innych dzieci ciężarówkami, kojarzącymi się z pojazdami hyclów. Jeden z głównych bohaterów – absolwent matematyki na Uniwersytecie Stanforda – żąda, żeby zabrano go do centrum aborcyjnego, twierdząc, że stracił praktycznie wszystkie swoje umiejętności algebraiczne, a razem z nimi duszę.
W 1979 roku biolog i embriolog Clifford Grobstein zaproponował nazywanie embrionów ludzkich młodszych niż 14 dni „przedembrionami”, żeby – jak przyznał – zredukować status młodych płodów, które nazwał „przedludźmi”. Choć przedembrion i przedczłowiek nie są oficjalnymi terminami medycznymi, to są używane w anglojęzycznych artykułach dotyczących nauki i etyki.
Terminy praczłowiek, istota pradludzka, istota przedludzka lub czasem przedczłowiek mogą też odpowiadać angielskim protohuman, prehuman i oznaczać ogniwa pośrednie w antropogenezie.